# Michael Stanley Whittingham
Michael Stanley Whittingham (Inglaterra, 22 de dezembro de 1941) é um químico britânico-estadunidense. Recebeu o Nobel de Química de 2019, juntamente com John Bannister Goodenough e Akira Yoshino, pelo desenvolvimento das baterias de ions de lítio.
Whittingham estudou química na Universidade de Oxford (B.A. 1964, M.A. 1967, D.Phil. 1968). De 1968 a 1972 foi pós doutorando na Universidade Stanford. De 1972 a 1984 trabalhou na Exxon Research & Engineering Company. É professor de química e diretor do Instituto de Pesquisa dos Materiais na Universidade de Binghamton. Contribuiu com trabalhos fundamentais sobre pilhas de lítio.

## Livros publicados
- J. B. Goodenough e M. S. Whittingham (1977). Solid State Chemistry of Energy Conversion and Storage. [S.l.]: American Chemical Society Symposium Series #163. ISBN 0-8412-0358-X
- G. G. Libowitz e M. S. Whittingham (1979). Materials Science in Energy Technology. [S.l.]: Academic Press. ISBN 0-12-447550-7
- M. S. Whittingham e A. J. Jacobson (1984). Intercalation Chemistry. [S.l.]: Academic Press. ISBN 0-12-747380-7
- D. L. Nelson, M. S. Whittingham e T. F. George (1987). Chemistry of High Temperature Superconductors. [S.l.]: American Chemical Society Symposium Series #352. ISBN 0-8412-1431-X
- M. A. Alario-Franco, M. Greenblatt, G. Rohrer e M. S. Whittingham (2003). Solid-state chemistry of inorganic materials IV. [S.l.]: Materials Research Society. ISBN 1-55899-692-3